# アーチ橋
アーチ橋（アーチきょう、英: arch bridge）は、構造形式による橋の分類の一つであり、主構造にアーチを用いた橋梁のことである。日本語で「拱橋」（きょうきょう）とも。
本項では、アーチ橋の一種に位置付けられるローゼ橋（ローゼきょう）、ランガー橋（ランガーきょう）についても記述する。

## 概要

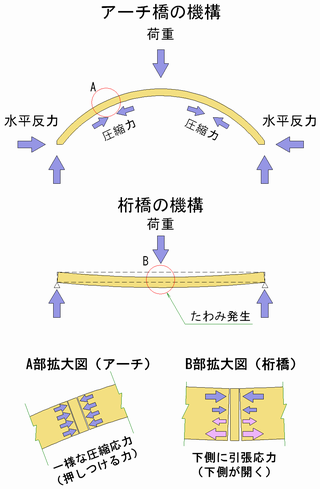
アーチ橋の機構

### 原理と特徴
アーチ橋は、橋梁鉛直に働く荷重をアーチ部材への圧縮力に変換させて支持する構造である。
右図上段に示すように、外部と自重により作用する下向きの荷重が、アーチ部材の内部において圧縮力に変換され、両端の支点へ伝達される。一般的な桁橋（右図下段）では「曲げ」によるたわみが発生し、主桁内部では上側に圧縮応力と下側に引張応力が発生するのに対し、アーチ橋ではほぼ断面内に一様な圧縮応力だけを発生する。
したがって、アーチ橋はその構造特性から、桁橋と比較して以下のような特徴を持つ。
- 剛性が高い
  - 曲げが発生しにくく、たわみ挙動が小さい。
- 断面効率に優れる
  - 同じ支間であれば、より小さな断面アーチ部材で架橋を、同じ断面であれば、より長大な支間の架橋を可能とする。
  - 圧縮力で支えるため組積造のような不連続な構造にでき、石、レンガ、コンクリートなどの圧縮力だけに強い材料を使える。
- 水平反力の発生
  - アーチ橋に荷重が作用すると、アーチ部材が外に開こうとする挙動を示し、支点部には水平方向の力が発生する。
  - 長大なアーチ橋では、この水平力も大きなものとなるため、強固な基礎を設けるか、後述のタイドアーチ形式とする必要がある。

- 素朴な石造りのアーチ橋。中世のもの。（アルツァフ共和国）
- デッキの中央部が高くなっている石造りのアーチ橋
- デッキが平らになっている石造りのアーチ橋。
- 長崎めがね橋
- 神子畑鋳鉄橋
- 日本橋
- イギリスチェスターのGrosvenor Bridge (en)
- クロアチアのD8道路の:en:Maslenica Bridge

### アーチに用いられる曲線
アーチ橋は優美な曲線を描き、景観的にも優れた構造である。
アーチの弧の曲線は歴史とともに変化してきた。→アーチ#歴史
また、アーチの高さ（支点から頂点までの高さ）をアーチライズと呼び、アーチ橋の特性や外観に与える印象に影響を与える。アーチ支間に対してアーチライズの高いアーチ橋は、外観にオーソドックスな印象を与える。一方、アーチライズの低い形式は、近代的でシャープな印象を与え、構造的にも桁橋の挙動に近いものとなる。
近年では、中小規模のアーチには、設計・施工の簡易さから円弧または楕円弧が用いられることが多い。一方、長大アーチ橋では、その特性を活かせる双曲線が選定される。
- ローマ式の半円アーチによるアーチ橋
- ヨーロッパ中世の尖頭アーチ（頂点がとがったアーチ）によるアーチ橋

## 種類、分類

### 支持条件による分類

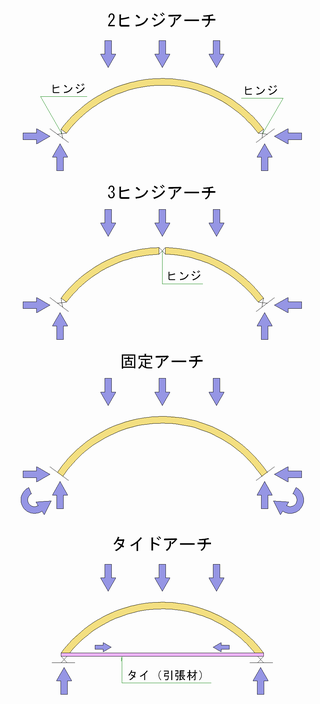
アーチ橋の基本形態

アーチ橋は、その支持条件によりいくつかに分類される。ヒンジアーチはソリッド構造に単純化した組積造的な分割を与え有害な残存応力を抑えながら、軟弱な基礎を支点にしようとしたもの。
2ヒンジアーチ
支点部に蝶番の役割を果たすヒンジ支承を設け、支点部に働く回転力（モーメント）を逃がすように働くアーチ橋である。鋼ソリッドリブアーチ（後述）に多く見られる形式である。
3ヒンジアーチ
支点部のほか、アーチクラウン部（アーチの最高点）にもヒンジを設けた形式である。この形式は静定構造と呼ばれ、アーチ支点が仮に移動したとしても、アーチに不利な2次力が働かない形式である。この形式としては、大阪市の桜宮橋（銀橋）があるが、ヒンジ部の耐久性等に懸念があることから近年はあまり用いられない。桜宮橋は拡幅工事を実施し、増設された橋はタイドアーチ構造の一種ローゼ橋（後述）が採用されている。
固定アーチ
支点部にヒンジを設けず、完全に剛結とした構造である。この形式では、支点部に水平力・鉛直力のほか、回転力も働くため、強固な基礎が必要となる。後述の鋼ブレースドリブアーチやコンクリートアーチ橋に多く見られる形式である。
タイドアーチ
前述したとおりアーチ橋では支点部に水平力が働く。これに対し弓のように、支点部同士を引張部材（タイ）で結び、水平力を伝達させる形式をタイドアーチ(Tied arch)または自定式アーチと呼ぶ。この形式では、水平力は橋内部に閉じこめられるため、支点部に水平力は発生しない。後述の下路式アーチによく見られる形式である。

### 眼鏡橋
アーチの個数は任意であるが、アーチが二つあるアーチ橋は特に眼鏡のように見えるので眼鏡橋と呼ばれている。
ひとつのアーチでも上が盛り上がっている橋は単眼鏡に似ているため眼鏡橋と呼ばれることがあるが、実際にはアーチの数に関係なく、2つ以上が連なる連続コンクリートアーチ橋も眼鏡橋と呼ばれている 

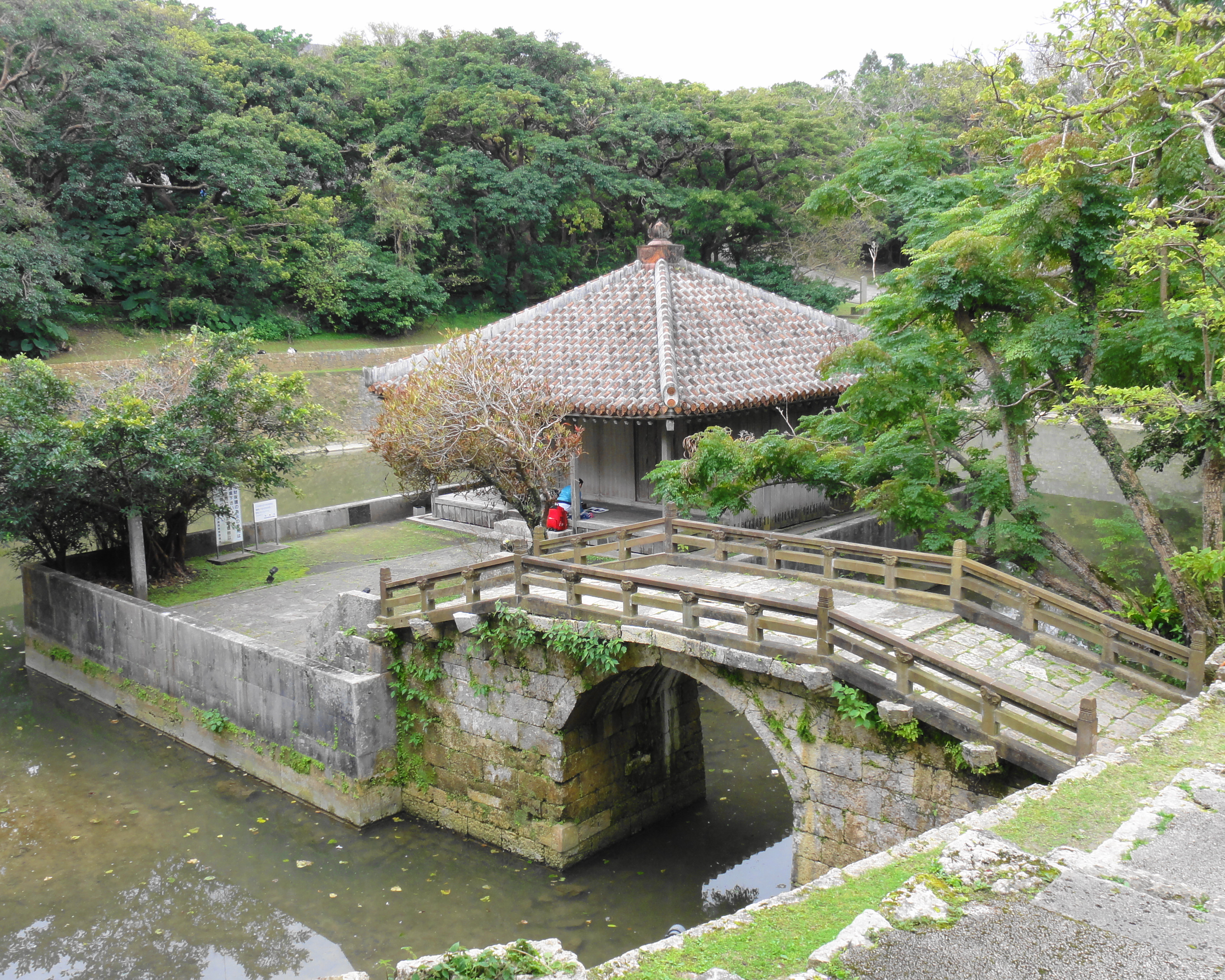
沖縄県・天女橋
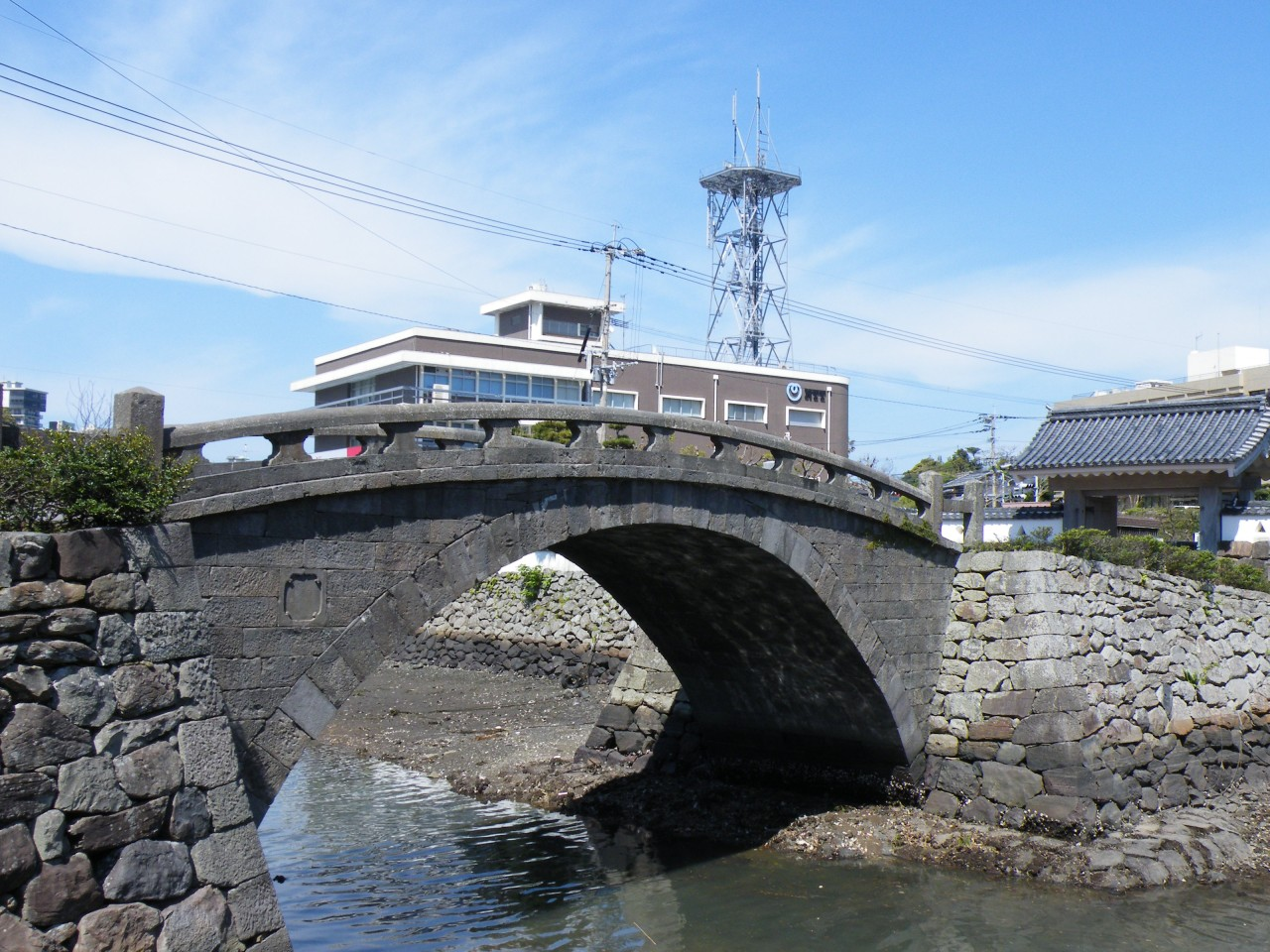
長崎県・平戸の幸橋
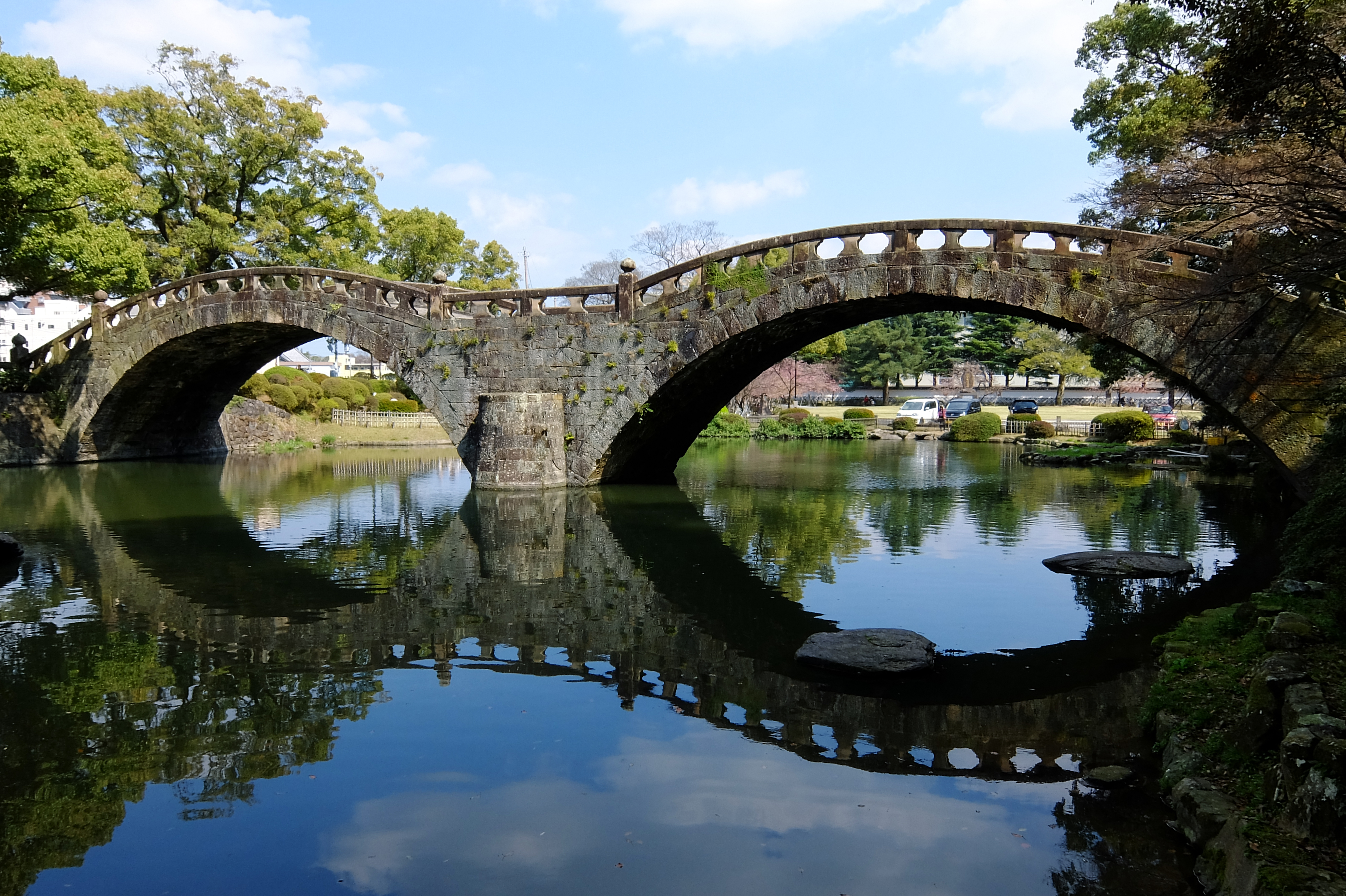
長崎県・諫早の眼鏡橋
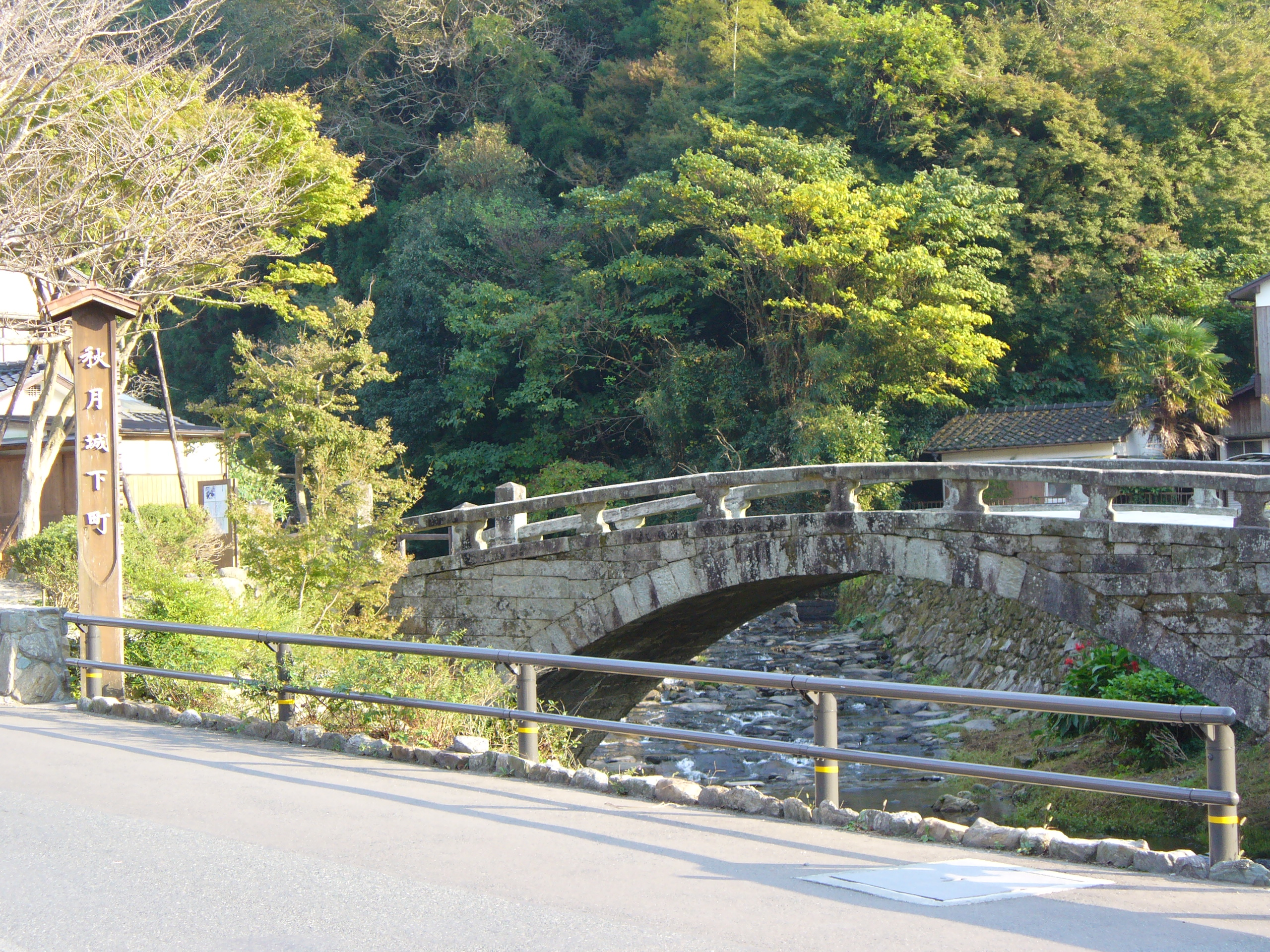
福岡県・秋月目鏡橋

### 太鼓橋
太鼓の胴のように上に張り出しているアーチ橋を太鼓橋と呼ぶ。石造りが多いが、金属製や木製のものもある。中国庭園、日本庭園でもよく使われる。特に、橋の下部の半円形が池などの水面に反射して満月を象るように計画されたものは円月橋と呼ばれる。

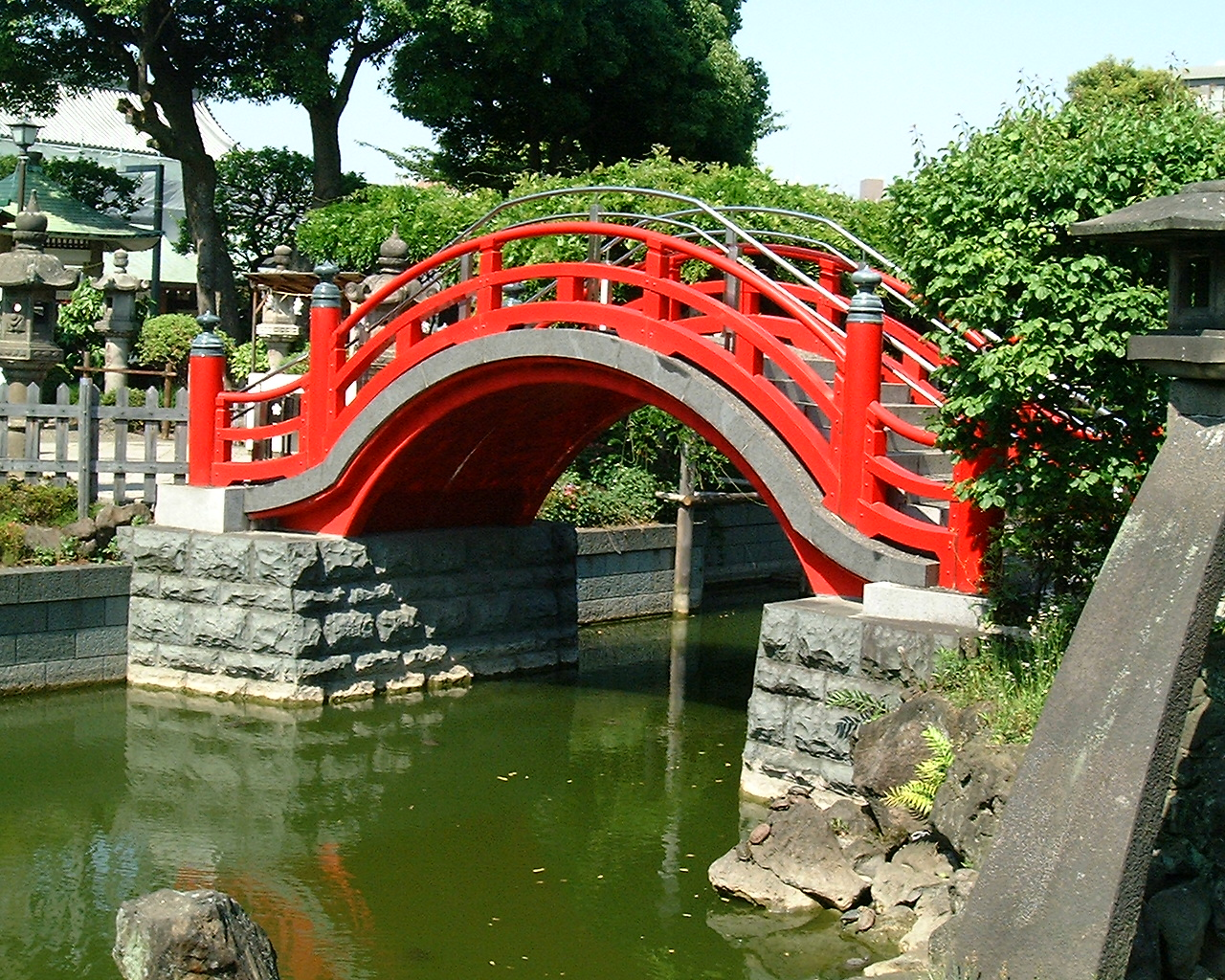
東京都・亀戸天神社の太鼓橋
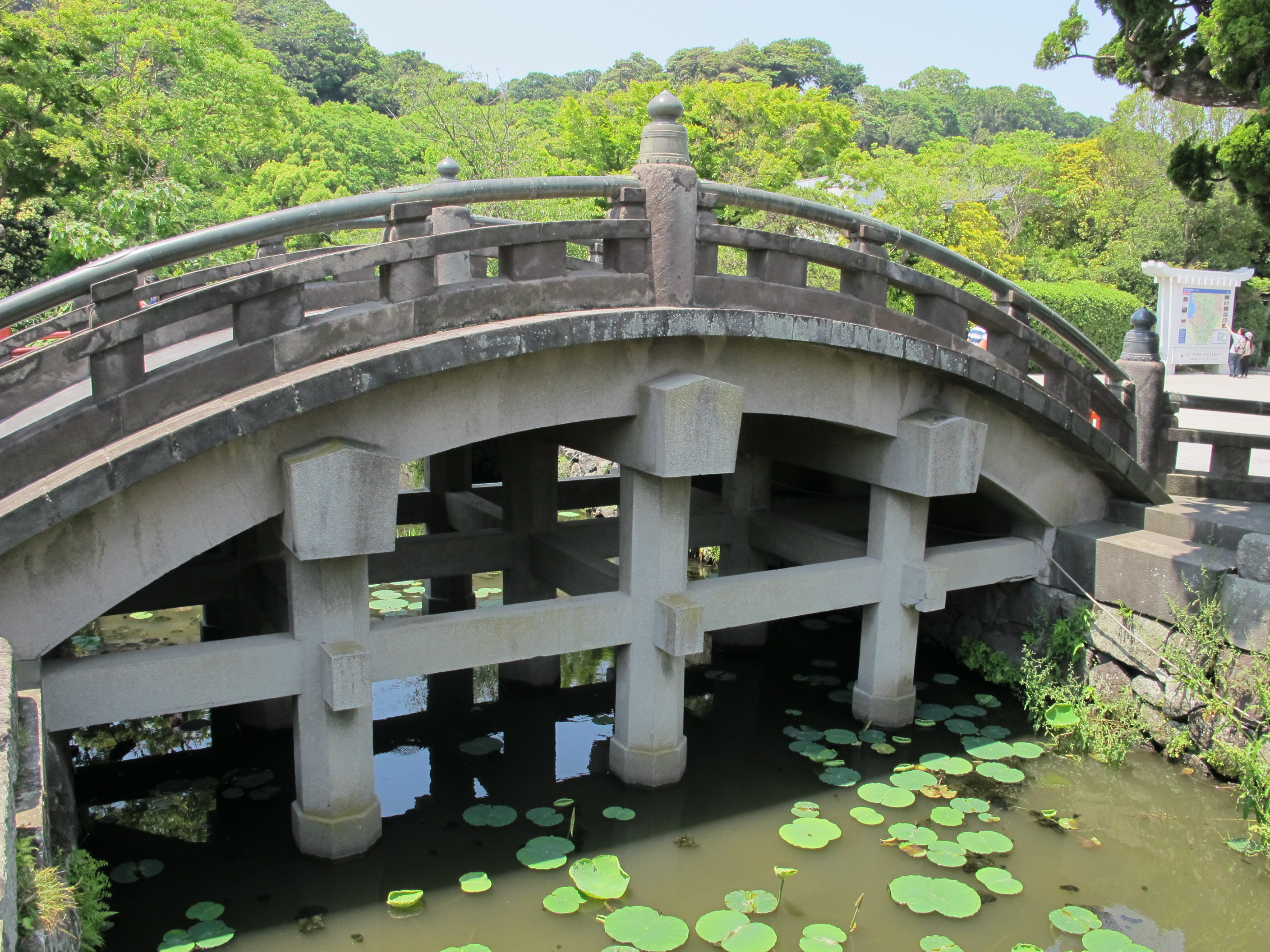
神奈川県・鶴岡八幡宮の太鼓橋
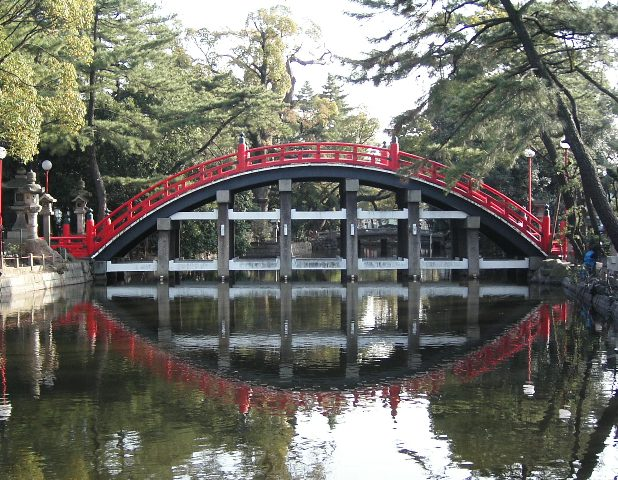
大阪府・住吉大社の住吉反橋(太鼓橋)
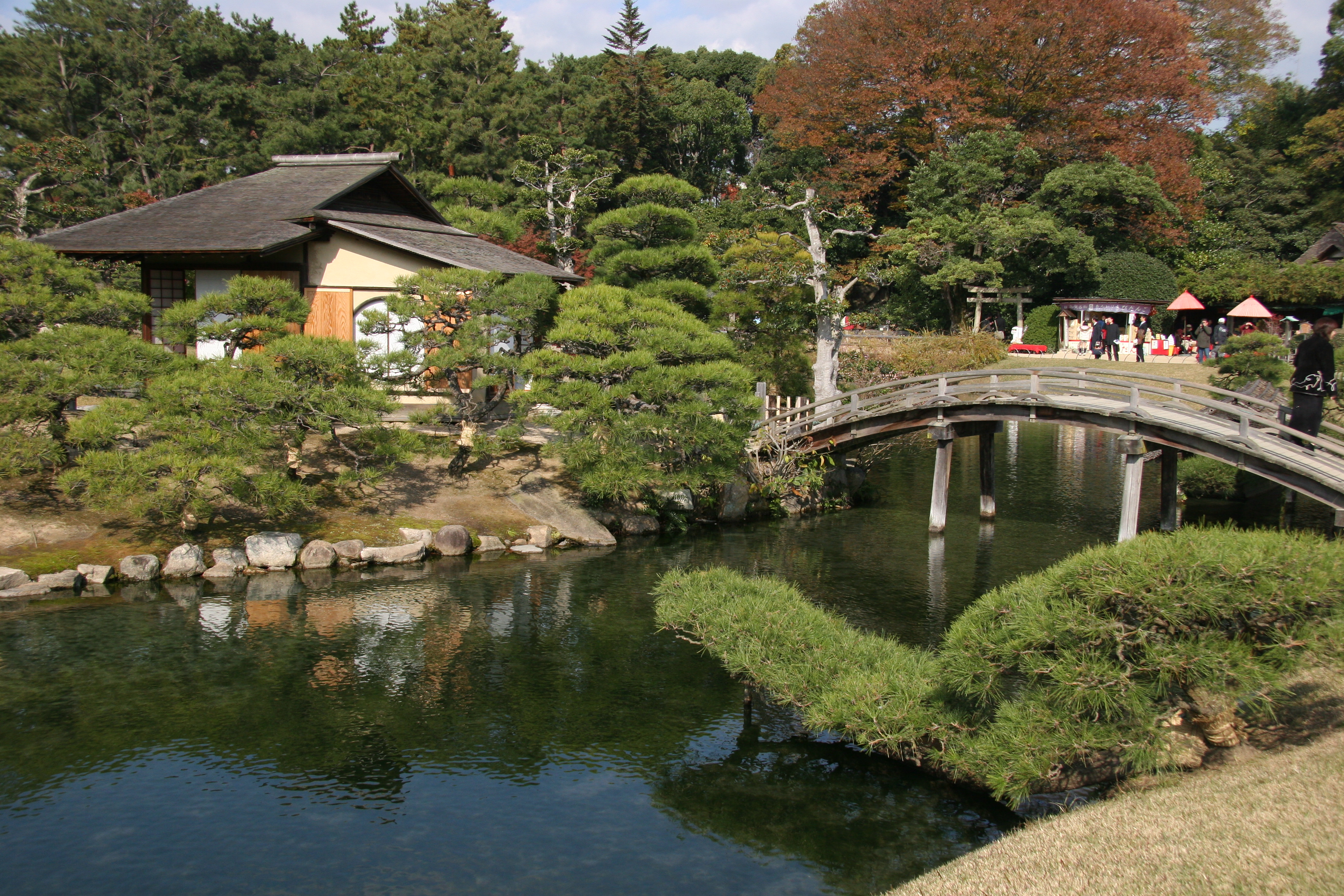
岡山県・後楽園の太鼓橋
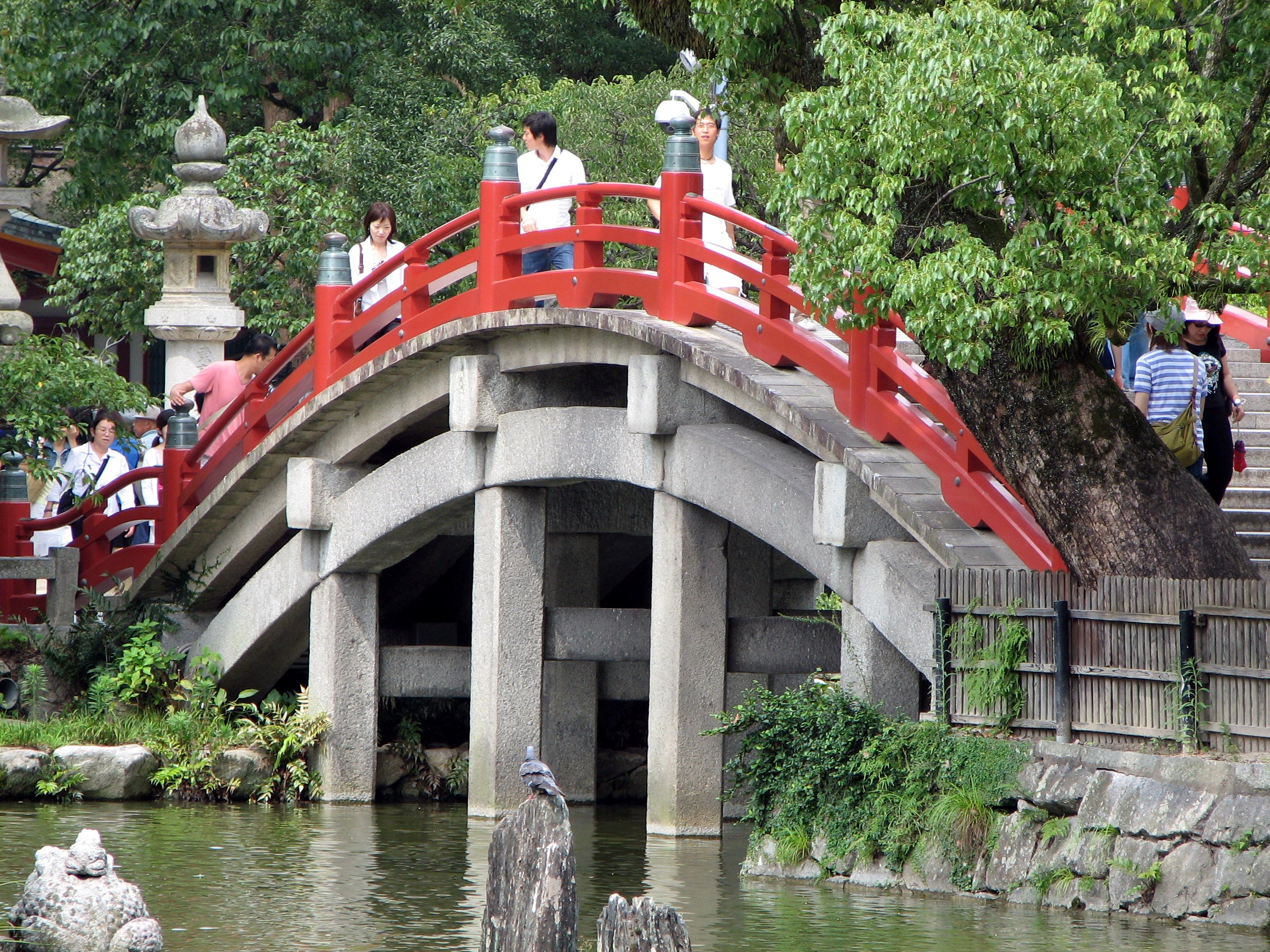
福岡県・太宰府天満宮の太鼓橋

## 歴史

### ヨーロッパ・中国・日本の歴史

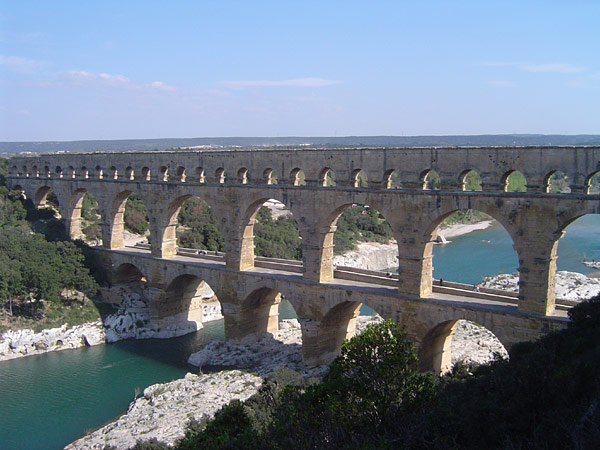
ローマの水道橋、ポン・デュ・ガール（フランス）

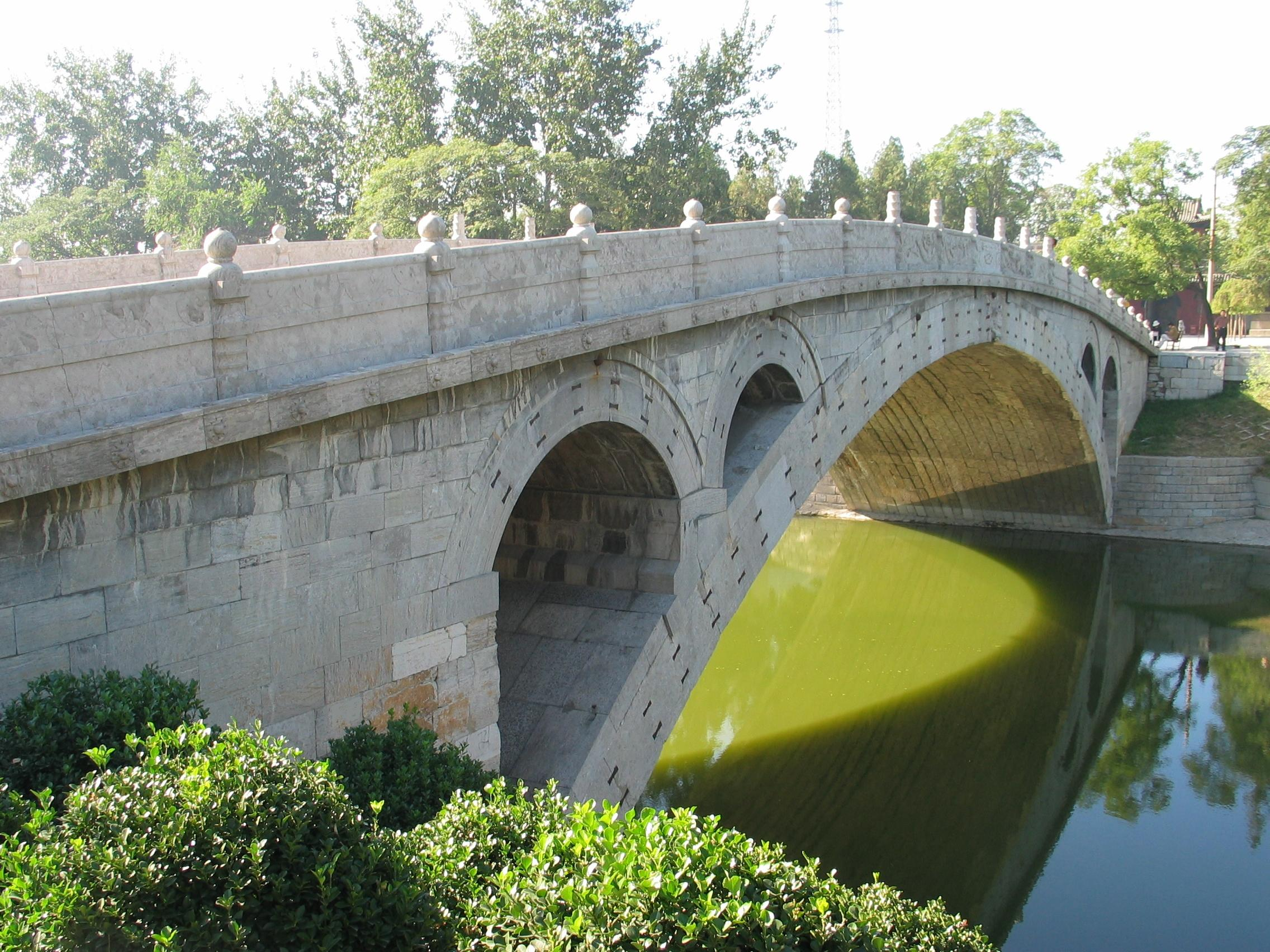
安済橋　河北省趙県（中国）

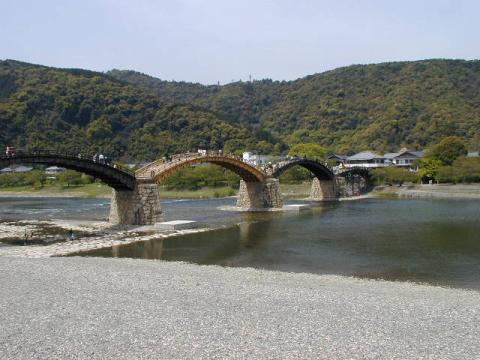
木造の橋、錦帯橋

古代ギリシャで発明されたとされる説や、紀元前30世紀頃にメソポタミアで尖った形のアーチが作られ、それが円形に進化したとされる説がある。なお、メソポタミアのものは煉瓦を材料としていた。いずれにせよ、アーチが安定した構造であることは古くから知られていたようである。紀元前1世紀頃にはその技術が古代ローマに伝わり石のアーチ橋が多数架けられるようになり、一部は現在も残っている。長い橋を作るためアーチを連ねる場合もあり、これも古代ローマの水道橋などが残っている。
半円形の場合、長さの半分の高さが必要であるが、15・16世紀頃のイタリアルネッサンス期には、楕円や懸垂線の扁平な形のものも作られるようになった。中には、橋の上に家や店舗などの建物が載ったものもある。
18世紀、産業革命により鉄が使えるようになった。最初の鉄のアーチ橋はイギリスで1779年完成した、その名もアイアンブリッジであり最初の鉄橋といえる。現役で使用されており世界遺産に登録されている。現代の橋は鋼鉄であるが、この橋は鋳鉄が使われている。
一方、中国にも紀元前にアーチ橋が伝わっていたと記録されている。現存しているもので古いものでは隋の時代（600年頃）の安済橋がある。連続アーチの大きな橋としては盧溝橋（ろこうきょう）が著名であり1192年の建造である。拱手の礼をするときの両腕の形がアーチ状であることからアーチ橋を「拱橋」と表記する。
日本には、石のアーチ橋の技術は中国から沖縄（当時は琉球王国）にもたらされたものが最初とされる。また長崎にも伝えられ、1643年に眼鏡橋が架けられた。これを期に九州各地に石造りのアーチ橋が架けられている。熊本の通潤橋は灌漑用の水路橋として知られている。日本の石造アーチ橋に関しては眼鏡橋も参照
木造のアーチ橋と知られている錦帯橋も、1673年に中国の同名の橋をモデルに独自技術で架設された。
日本ではアーチ橋は古来、反橋・太鼓橋などと呼ばれてきた。ただし、これらの中には形はアーチだが途中に橋脚を持つものもあり、この場合はアーチではなく桁橋の変形と言える。

## 現代のアーチ橋の構造

### 構造材料
現代のアーチ橋においては、その構造材料としておもに鋼とコンクリートが用いられる。
鋼は、じん性（ねばり強さ）に富み、特に引張応力に強いが、圧縮応力にも同じぐらい耐えられるため、アーチ橋にも多用され、支間を飛躍的に伸ばしてきた。鋼アーチ橋の最大支間は500mを超え、吊橋や斜張橋に次ぐ長支間を誇っている。鋼アーチのうち鋼板を組み合わせた箱形断面であるものをソリッドリブアーチ(Solid-rib arch)、三角形を組み合わせたトラス構造のアーチをブレースドリブアーチ(Braced-rib arch)と呼ぶ。
コンクリートも現代の構造材料として代表的である。コンクリートの特性は、圧縮力に強いが引張力には弱い。したがって、アーチ橋の圧縮応力だけで支える構造に最適である。桁橋のような「曲げ」（曲げモーメント）が卓越する構造では、過大な引張応力の発生が避けられず、長大化を図れなかった。この問題に対処するため、あらかじめ圧縮力を強制的に与えておくプレストレスト・コンクリート(PC)を長大桁橋に用いる。しかしアーチ橋は圧縮応力で支えるため、PCを用いずとも長大化を図れる。コンクリートアーチ橋は単なる鉄筋コンクリート構造でありながら、その最大支間は200mを超えている。

### 通行位置による分類

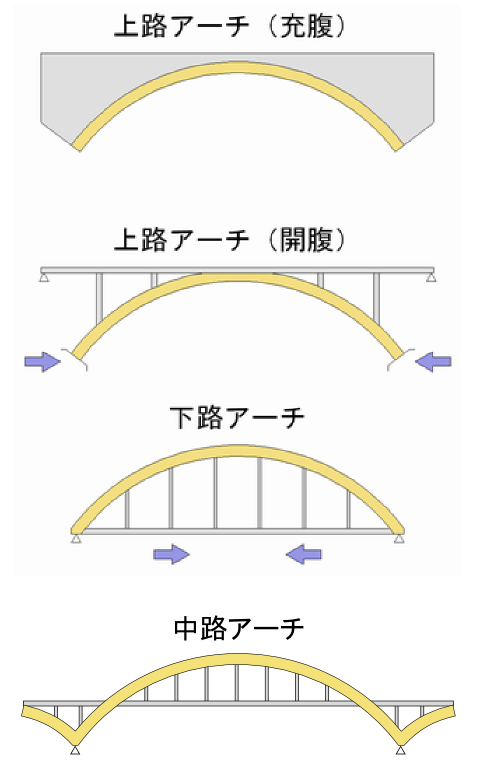
アーチ橋の形態

鋼とコンクリートという近代材料を得て、現代のアーチ橋は構造の自由度も広がった。
アーチ橋はその形状により長支間の架橋が可能となる構造ではあるが、弓なりとなった形状に人や車を渡すのは困難であり、アーチ部材とは別に平坦な路面が必要である。近代までのアーチ橋では石材を主材料としていたことから、右図上段に示す「充腹式上路アーチ橋」が主流であった。上路とはアーチの上に別途路面を設けることを意味し、充腹とはアーチと路面の間に材料が隙間なく敷き詰められていることを示す。
ところが、鋼やコンクリートを用いれば充腹構造としなくても、アーチの上に柱を立て路面（床版・補剛桁）を設けることが可能となった。この構造は「開腹式上路アーチ橋またはオープンスパンドレルアーチ橋」（右図中段）と呼ばれる。アーチ橋に荷重が作用すると、その特性からアーチ部材が外側に開こうする力が生じるため、長大な上路アーチ橋ではその力に耐えるだけの強固な岩盤が必要となる（図中の矢印）。充腹式では橋体そのものの重量が大きいためこの力も大きく、支間の長大化には限界があったが、開腹式では橋体が軽量になるため長大なアーチ橋が架橋できるようになった。
さらに、鋼橋を中心として「下路アーチ橋」も現代のアーチ橋では多く使われている。この構造はアーチを路面より上に架け渡し、アーチ部材より路面（床組・補剛桁）を吊る構造である。下路アーチでは路面を受ける構造によりアーチの両端を結び、前述のタイドアーチ形式とすることができる。したがって、支点部に大きな力は作用しないため強固な基礎は必要とせず、地盤の軟弱な都市部などでの長大アーチ橋架構が可能になっている。
このように、現代のアーチ橋は「開腹式上路アーチ橋」および「下路アーチ橋」が主流となっている。また、その中間の構造である「中路アーチ橋」も用いられる。その一方で、支承や伸縮装置・排水装置などのメンテナンス上不利となる部材を持たない「充腹式上路アーチ橋」も一部で見直されており、高速道路の高架橋で用いられている例もある。

### 補剛桁を有するアーチ

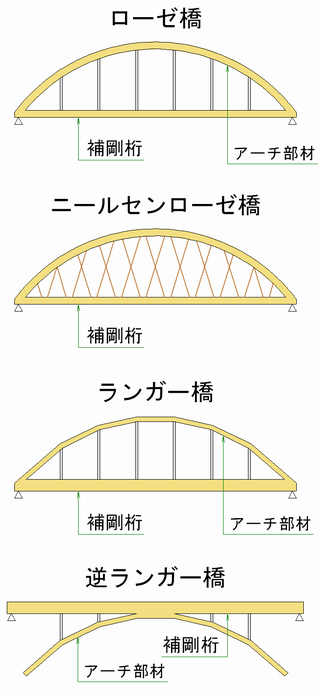
補剛アーチ橋

アーチ橋ではアーチ部材のほか、路面を確保するための部材を設けるが、この部材に剛性を持たせ、アーチ部材と力を分担し合って橋梁を構成する形式がある。これを補剛アーチ橋と呼び、剛性を持たせた部材を補剛桁と呼ぶ。補剛アーチ橋は、その分担方式により二つに分けられる。
ローゼ橋 (Lohse Bridge)
補剛桁とアーチ部材の双方で曲げモーメントを分担する補剛アーチ橋である。右図上段に示すように、アーチ部材と補剛桁がほぼ同程度の部材厚を持つことが外見上の特徴となる。また、ローゼ橋にはアーチ部材と補剛桁の間に斜めに張ったケーブルを配置した形式があり、これをニールセン・ローゼ橋(Nielsen Lohse Bridge)という。
ランガー橋 (Langer Bridge)
補剛桁が曲げモーメント、アーチ部材が圧縮力のみを分担する補剛アーチ橋である。この形式において主たる部材は補剛桁であり、他のアーチ橋に比べ挙動は桁橋に近く、アーチ部材は補助的な部材となっている（右図）。また、ランガー形式ではアーチは曲線を描かず、吊り材との交点で折れる直線部材となっていることが多い。
力学的な分類は以上のとおりであるが、外見上の各形式の違いは以下のようになる。
| 形式       | アーチ部材 | 路面構成部材 （補剛桁） |
| ---------- | ---------- | ----------------------- |
| アーチ橋   | 太い       | 薄い                    |
| ローゼ橋   | （中間）   | （中間）                |
| ランガー橋 | 細い       | 厚い                    |

また、ローゼ橋、ランガー橋は下路アーチばかりでなく開腹式上路アーチにも用いられ、それぞれ逆ローゼ橋・逆ランガー橋と呼ばれる。コンクリート製の逆ローゼ橋、逆ランガー橋には、補剛桁をPC構造としたものが多い。

### その他の構造

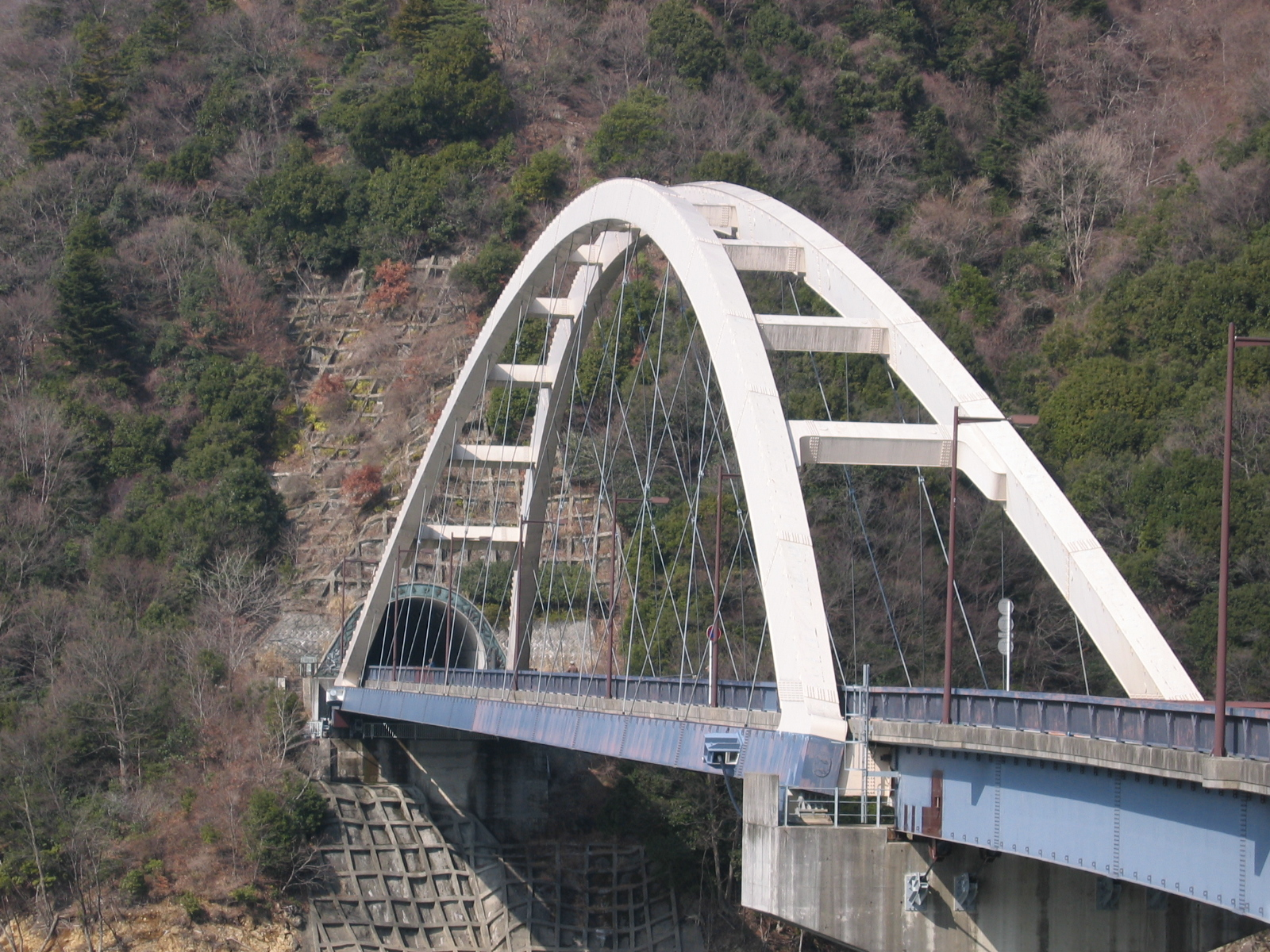
バスケットハンドル型ニールセンローゼ橋の例（大棚沢橋）

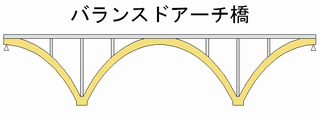
バランスドアーチ橋

補剛桁を有するアーチ橋には、上記の他にも様々なバリエーションが存在する。
下路ローゼ橋は一般に2本のアーチ部材を有するが、これを1本のみとした構造があり、単弦ローゼ橋（たんげんローゼきょう）と称する。単弦ローゼ橋は、1本のアーチ部材をどこに配置するかによりデザインの自由度が高い形式であり、路面中央にアーチ部材を配置した対称形のほか、路面の片側に配置した非対称形の形式も見られる。
また、前述のニールセンローゼ橋において、アーチクラウン部（アーチの最高点）で2本のアーチ部材の間隔を絞り込んだ形式を、その形状をバスケットの取っ手に例えてバスケットハンドル型ニールセンローゼ橋と呼ぶ。この形式は景観に優れ、斜張橋と並んで1980年代よりその架橋例が増えている。
一方、ランガー形式においては、吊り材をトラス形式としたトラスド・ランガー橋(Trussed Langer Bridge)が、そのバリエーションとして存在する。前述のとおり、ランガー橋のアーチ部材は圧縮力のみを分担するため、軸力（圧縮力・引張力）を受ける部材で構成されるトラス橋の特性をうまく取り入れた形式と言える。
その他、連続形式のアーチ橋としてバランスドアーチ橋(Balanced Arch Bridge)がある。これは、右図に示すように、中間の2支点を中心にバランスをとっている構造であり、上路アーチ橋でも自定式とすることができる。

## 建設方法
完成した状態におけるアーチ橋は安定した構造であるが、その形状を構築する段階においては不安定であることが多く、巨大なアーチ部材を建設するために様々な工法が用いられる。
支保工施工
建設中の荷重を支えるための架台である「支保工」を組み上げ、その上にアーチを構築していく方法である。支保工はアーチリブが閉合した段階で撤去される。
アーチを構築するための古典的な工法であり、古くから石橋の施工にも用いられてきたほか、現在でも中小規模のアーチ橋の施工に適する工法である。支保工には古くは材木、最近ではユニット化された仮設鋼材が用いられる。
ケーブル架設工法
鋼製アーチの施工に用いられるもので、両端にタワーを仮設しそこから張ったワイヤーで支えながらアーチを延ばして行くものである。アーチの主部材はケーブルクレーンにて架設されることが多い。吊橋のように全体に張り渡したケーブルからハンガーロープを吊り下げ架設中のアーチを支える方法と、斜張橋のように斜めに張ったケーブルにより支える斜吊工法がある。
セントル工法
コンクリートアーチ橋の施工に用いられる。「アーチセントル」と呼ばれるアーチ状の支保工を用いて、施工中のコンクリートを支える工法である。支保工施工と似ているが、支保工となるアーチセントル自体がアーチ機構で荷重を支えること、アーチセントルは転用が可能であることが特徴である。
メラン工法
コンクリートアーチ橋の施工に用いられる工法で、メラン材と呼ばれる鋼製アーチをあらかじめ架設しておき、これをコンクリートで巻き立ていく架設工法である。
ピロン工法
ピロン柱(pylon)と呼ばれる仮設柱を橋台上に構築し、ケーブルを張って荷重を支えながら、コンクリートアーチを張出架設していく工法である。大規模なアーチ橋では、途中までピロン工法にて施工を行った後、アーチリブの中央付近はメラン工法にて行う「ピロン・メラン併用工法」も用いられる。
トラス工法
上路式コンクリートアーチ橋に用いられる工法で、上路桁（補剛桁）をPC桁とし、アーチリブ・補剛桁・支柱材を同時に施工していく工法である。施工は張出架設によって行われ、補剛桁からアーチリブにケーブルがトラス状に張られることからこの名がある。ピロン工法同様、メラン工法との併用も行われる。
モジュラーチ工法
工場製作された鉄筋コンクリート製のアーチ部材を現場で組み立てる工法である。充腹式上路アーチとなる。

## 主な長大アーチ橋
- 世界

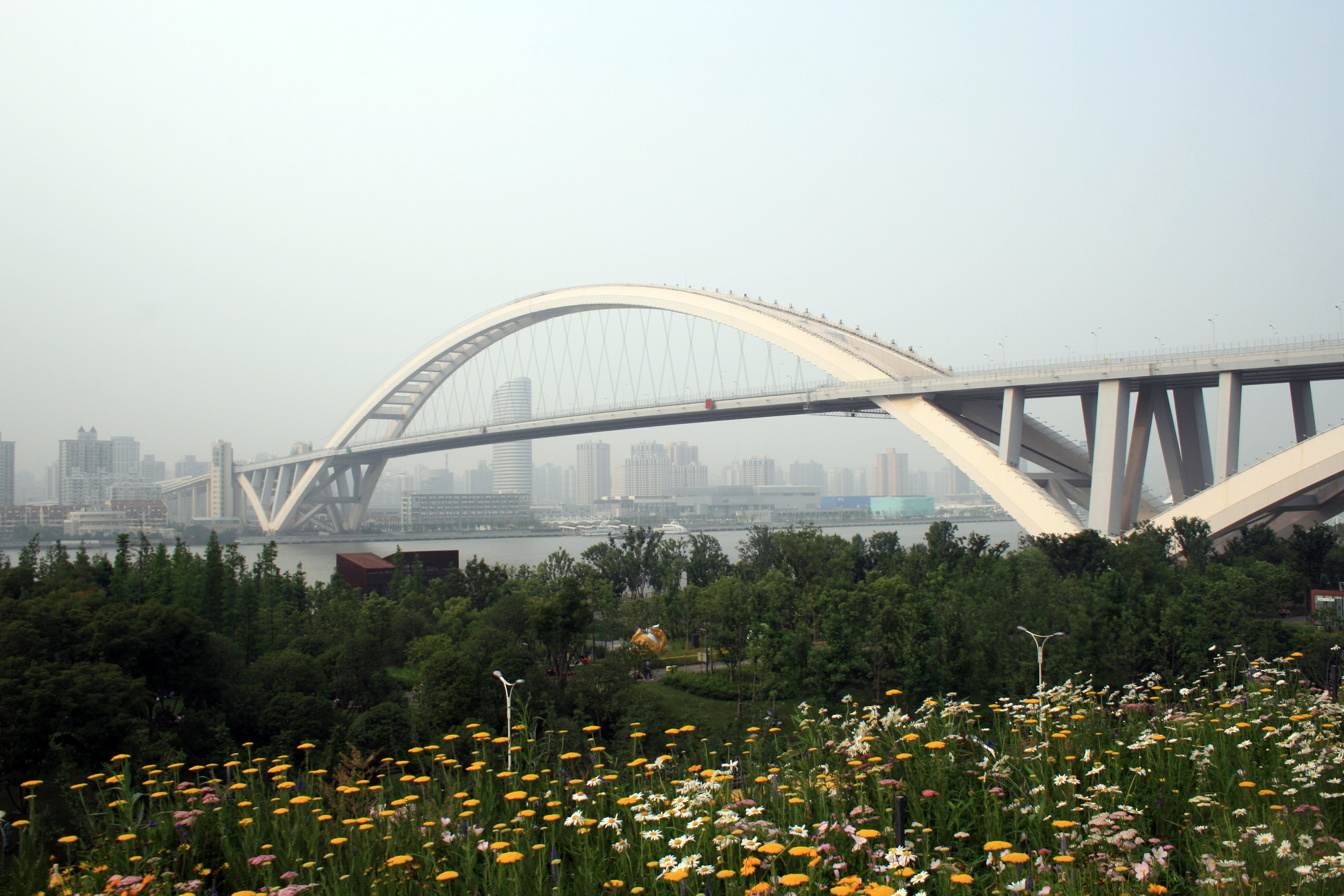
盧浦大橋
（ニールセンローゼ橋）

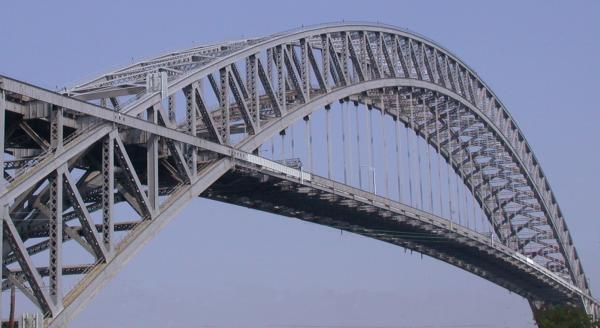
Bayonne Bridge
（鋼ブレースドリブアーチ）

  - 盧浦大橋(Lupu Bridge)（中国）
    - 形式 - 中路式3径間連続鋼ソリッドリブアーチ
    - アーチ支間 - 550m

  - New River Gorge Bridge （アメリカ）
    - 形式 - 上路式鋼ブレースドリブ固定アーチ
    - アーチ支間 - 518m

  - Bayonne Bridge （アメリカ）
    - 形式 - 中路式鋼ブレースドリブ固定アーチ
    - アーチ支間 - 504m
- 日本
  - 広島空港大橋（広島県）
    - 形式 - 上路式鋼ブレースドリブ固定アーチ
    - アーチ支間 - 380m

  - 新木津川大橋（大阪府）
    - 形式 - 中路式3径間連続鋼バスケットハンドル型ニールセンローゼ
    - アーチ支間 - 305m

  - 大三島橋（愛媛県）
    - 形式 - 中路式鋼ソリッドリブ2ヒンジアーチ
    - アーチ支間 - 297m

  - 夢舞大橋（大阪府）
    - 形式 - 中路式鋼ローゼ（浮体式旋回可動橋）
    - アーチ支間 - 280m

  - 第二音戸大橋（広島県）
    - 形式 - 中路式鋼ニールセンローゼ
    - アーチ支間 - 280m

## 主な長大アーチ橋（石橋）
- 日本
  - 耶馬渓橋（大分県中津市）
    - 日本最長の石造アーチ橋であり、日本で唯一の8連石造アーチ橋。日本百名橋、大分県指定有形文化財。
    - 形式 - 8連石造アーチ橋
    - 橋長 116.0m、最大支間 12.8m、拱矢（アーチの高さ） 3.0m

  - 霊台橋（熊本県美里町）
    - 明治以前に完成した日本の石造単アーチ橋で最も大きい径間を有する。国の重要文化財。
    - 形式 - 石造単アーチ橋
    - 橋長 89.86m、橋高 16.32m、幅員 5.45m、径間 28.4m。

  - 明正井路一号幹線一号橋（大分県竹田市）
    - 日本で一番長い水路橋。土木学会選奨土木遺産。
    - 形式 - 石造6連アーチ橋
    - 橋長 89.2m、橋高 13.0m、幅員 2.8m、径間 10.7m。

  - 通潤橋（熊本県山都町）
    - 国の重要文化財、日本百名橋。
    - 形式 - 石造り単アーチ橋（連通管方式 3連の石管 眼鏡橋）
    - 橋長 78m、径間 約26.5m、橋高 約21.4m、幅員 約6.6m

  - 轟橋（大分県豊後大野市）
    - 日本国内の石造アーチ橋で最も大きい径間を有する。豊後大野市指定文化財。
    - 形式 - 石造2連アーチ橋
    - 橋長 68.5m、橋高 27m、径間 31.6m/26.2m。

## その他の主なアーチ橋（国登録文化財・国登録遺産）
- 日本
  - 木造
    - 錦帯橋（山口県岩国市）
      - 日本三名橋のひとつで、日本の国指定名勝。日本さくら名所100選にも選定。組木技術を用いて築橋されている。
      - 形式 - 木造5連アーチ橋
      - 橋長 193.3m、幅員 5.0m。

  - 石造
    - 日本橋（東京都中央区）
      - 日本橋川に架かる国道の道路橋で、日本の道路元標がある道路網の始点。国の重要文化財。
      - 形式 - 石造2連アーチ橋
      - 橋長 49m、橋幅 27m。

    - 不老橋（和歌山県和歌山市）
      - 江戸時代に築橋された御成道（おなりみち）の橋。日本の国指定名勝「和歌の浦」の一部で、和歌山市の指定文化財。
      - 形式 - 石造単アーチ橋
      - 橋長 14.7m、橋幅 4.2m、径間 9.6m。

    - 若宮井路笹無田石拱橋（大分県竹田市）
      - 笹無田川に架かる水路橋で、国の登録有形文化財。
      - 形式 - 石造2連アーチ橋
      - 橋長 59.0m、橋高 30.0m、幅員 4.0m、径間 21.5m、拱矢 9.0m。

    - 虹澗橋（大分県豊後大野市）
      - 三重川に架かる道路橋で、国の重要文化財。
      - 形式 - 石造単アーチ橋
      - 橋長 31.0m、橋幅 6.5m、径間 25.4m。

    - 大分 院内町の石橋群（大分県宇佐市）
      - 両合川橋、橋詰水路橋、鷹岩橋、水雲橋、櫛野橋、中島橋、念仏橋 - （諸元その他は上記リンク参照）いずれも国の登録有形文化財。

  - 煉瓦造
    - 平木橋（兵庫県加古川市）
      - アーチ部に御影石を、その他の橋体部分に赤煉瓦を用いた他に類を見ない特殊構造の水路橋。土木学会選奨土木遺産で、加古川市の指定文化財。
      - 形式 - 煉瓦および石造アーチ橋
      - 橋長 27.1m、幅員 1.2m、径間 16.2m、拱矢(アーチ高) 3m。

    - 内田三連橋梁（福岡県田川郡赤村）
      - 平成筑豊鉄道の鉄道橋で、上流側を石造り、下流側を煉瓦造りとした国内でも稀な特殊構造。国の登録有形文化財。
      - 形式 - 煉瓦および石造3連アーチ橋
      - 橋長 13m、径間 3.35m。

    - 茶屋町橋梁（福岡県北九州市）
      - 旧・鉄道院の鉄道橋で、廃橋。国の近代化産業遺産で、北九州市の指定史跡。
      - 形式 - 煉瓦アーチ橋（単線用）
      - 橋長 20.51m、径間 9.14m。

  - コンクリート造
    - 萬代橋（新潟県新潟市）
      - 信濃川に架かる国道の道路橋で、新潟市内の信濃川に初めて架けられた橋。国の重要文化財で、土木学会選奨土木遺産。
      - 形式 - 鉄筋コンクリート造6連アーチ橋
      - 橋長 306.9m、橋幅 22.0m、径間(最内部) 42.4m、径間(中間部) 41.5m、径間(最外部) 39.0m。

    - 坂戸橋（長野県上伊那郡中川村）
      - 天竜川に架かる道路橋で、昭和40年以前に作られた現存する単独コンクリートアーチ橋として日本一長い橋。長野県管理の道路橋として唯一2010年に国の登録有形文化財となったが、2020年に登録有形文化財登録を抹消し重要文化財に指定された。
      - 形式 - 鉄筋コンクリート造単アーチ橋
      - 橋長 77.8m、橋幅 5.5m、橋高 20m、径間 70m、拱矢 12m。

    - 名島橋（福岡県福岡市）
      - 多々良川に架かる国道3号の道路橋。土木学会選奨土木遺産。
      - 形式 - 鉄筋コンクリート造7連アーチ橋
      - 橋長 204m、橋幅 24m。

    - 福井川橋梁（長崎県佐世保市）
      - 松浦鉄道の鉄道橋。国の登録有形文化財で、長崎県のまちづくり景観資産。
      - 形式 - 鉄筋（竹筋との説もある）コンクリート造3連アーチ橋
      - 橋長 79m、径間 67.06m、拱矢 10.0m。

    - 笹津橋（富山県富山市）
      - 神通川に架かる元国道41号の道路橋で、現在は車道橋の役目を上流側すぐ横に出来た新笹津橋に譲り、歩行者・自転車専用の橋となっている。戦前の橋として現存する橋では支間（スパン）が2番目に大きい。国の登録有形文化財。
      - 形式 - メラミン式鉄骨コンクリートによる上路式固定単アーチ橋
      - 橋長 85.0m、橋幅 6.5m、径間 65.0m、側径間 各11.0m。

    - 天翔大橋（宮崎県日之影町）
      - 形式 - 鉄筋コンクリート固定アーチ橋
      - 鉄筋コンクリート固定アーチ橋では国内最大。アーチ支間260m、水面高さ143mはコンクリート造橋で国内最大。
      - 橋長 463.2m 橋幅 8.25m アーチ支間 260m

  - 鋼造
    - 桜橋（富山県富山市）
      - 日本さくら名所百選に選ばれている松川に架かる県道の道路橋で、松川とは斜めに交わって架けられている広幅斜橋である。橋中央部には富山地方鉄道富山軌道線の複線軌道が設置されている。鋼アーチ橋としては全国初の国の登録有形文化財。
      - 形式 - 上路式鋼2ヒンジアーチ式の鋼橋
      - 橋長 15.5m、橋幅 21.9m。